# August Kundt
August Adolf Eduard Eberhard Kundt (n. 18 noiembrie 1839, Schwerin – d. 21 mai 1894, Israelsdorf, lângă Lübeck)  a fost un fizician german, profesor universitar la Berlin.

## Date biografice
August Kundt a efectuat cercetării în domeniile termodinamicii, opticii și acusticii. A descoperit dispersia anormală a luminii (1871) și a inventat tubul în care sunt puse în evidență undele staționare datorate vibrațiilor unui fluid (tubul Kundt).